# 鹿沼市立加園小学校
 鹿沼市立加園小学校（かぬましりつ かぞのしょうがっこう）は、栃木県鹿沼市にある公立小学校。

## 沿革
- 1873年（明治6年） - 加園東西両校創立[1]。
- 1880年（明治13年） - 東西両校を合併して加園尋常小学校。
- 1894年（明治27年） - 高等科を合併して加園尋常高等小学校。
- 1941年（昭和16年）4月1日 - 国民学校令により加園村立加園国民学校と改称。
- 1947年（昭和22年）4月1日 - 学制改革により加園小学校と改称。
- 1954年（昭和29年）10月1日 - 市町村合併により鹿沼市立加園小学校と改称。
- 1973年（昭和48年） - 創立100周年記念式典挙行。
- 1994年（平成6年） - 現在地に移転、校舎新築落成。
- 1996年（平成8年） - プール完成、二宮金治郎石像設置。
- 2002年（平成14年） - 社会体育対応夜間照明灯設置。
- 2004年（平成16年） - 給食共同調理場完成。

## 通学区域
- 野尻、加園[2]

## 進路
卒業生の大半は鹿沼市立加蘇中学校へ進む。